# كأس العالم للسيدات تحت 17 سنة 2024
كأس العالم للسيدات تحت 17 سنة لكرة القدم 2024 (Copa Mundial Femenina Sub-17 de la FIFA República Dominicana 2024) كان النسخة الثامنة من كأس العالم للسيدات تحت 17 سنة لكرة القدم، البطولة الدولية للشابات في كرة القدم والتي تُنظم كل سنتين وتتنافس فيها المنتخبات الوطنية تحت 17 سنة من الاتحادات الأعضاء في الاتحاد الدولي لكرة القدم. استضافتها جمهورية الدومينيكان، وكانت أول بطولة لـ FIFA تستضيفها البلاد. كانت هذه النسخة الأخيرة التي تضم 16 فريقًا قبل التوسع إلى 24 فريقًا في 2025. كانت أيضًا النسخة الأخيرة التي تُقام كل سنتين.
إسبانيا كانوا حاملين اللقب مرتين. لقد هُزموا في النهائي بواسطة كوريا الشمالية بركلات الترجيح.

## اختيار الدولة المضيفة
تم الإعلان عن جمهورية الدومينيكان كمضيف لكأس العالم للسيدات تحت 17 سنة لعام 2024 بعد اجتماع مجلس الفيفا بتاريخ 23 يونيو 2023 في زيورخ، سويسرا.

## الفرق المتأهلة
تأهل ما مجموعه 16 فريقًا إلى البطولة النهائية. بالإضافة إلى جمهورية الدومينيكان التي تأهلت تلقائيًا بصفتها الدولة المضيفة، تأهلت الفرق الـ15 الأخرى من ست مسابقات قارية منفصلة.
| الكونفدراليات                                             | البطولة المُؤهلة                                           | الفريق              | المشاركة | آخر مشاركة | أفضل أداء سابق                 |
| --------------------------------------------------------- | --------------------------------------------------------- | ------------------- | -------- | ---------- | ------------------------------ |
| الاتحاد الآسيوي لكرة القدم (آسيا) (3 فرق)                 | كأس آسيا للسيدات تحت 17 سنة 2024                          | اليابان             | 8th      | 2022       | أبطال (2014)                   |
| الاتحاد الآسيوي لكرة القدم (آسيا) (3 فرق)                 | كأس آسيا للسيدات تحت 17 سنة 2024                          | كوريا الشمالية      | 7th      | 2018       | أبطال (2008، 2016)             |
| الاتحاد الآسيوي لكرة القدم (آسيا) (3 فرق)                 | كأس آسيا للسيدات تحت 17 سنة 2024                          | كوريا الجنوبية      | 4th      | 2018       | أبطال (2010)                   |
| الكاف (إفريقيا) (3 فرق)                                   | بطولة إفريقيا المؤهلة لكأس العالم للسيدات تحت 17 سنة 2024 | كينيا               | 1st      | بدون       | أول مرة                        |
| الكاف (إفريقيا) (3 فرق)                                   | بطولة إفريقيا المؤهلة لكأس العالم للسيدات تحت 17 سنة 2024 | نيجيريا             | 7th      | 2022       | المركز الثالث (2022)           |
| الكاف (إفريقيا) (3 فرق)                                   | بطولة إفريقيا المؤهلة لكأس العالم للسيدات تحت 17 سنة 2024 | زامبيا              | 2nd      | 2014       | مرحلة المجموعات (2014)         |
| كونكاكاف (الأمريكيتين ومنطقة الكاريبي) (المنظمون + 2 فرق) | Host nation                                               | جمهورية الدومينيكان | 1st      | بدون       | أول مرة                        |
| كونكاكاف (الأمريكيتين ومنطقة الكاريبي) (المنظمون + 2 فرق) | بطولة كونكاكاف للسيدات تحت 17 سنة 2024                    | المكسيك             | 7th      | 2022       | الوصيف (2018)                  |
| كونكاكاف (الأمريكيتين ومنطقة الكاريبي) (المنظمون + 2 فرق) | بطولة كونكاكاف للسيدات تحت 17 سنة 2024                    | الولايات المتحدة    | 6th      | 2022       | الوصيف (2008)                  |
| كونميبول (أمريكا الجنوبية) (3 فرق)                        | بطولة أمريكا الجنوبية للسيدات تحت 17 سنة 2024             | البرازيل            | 7th      | 2022       | ربع النهائي (2010، 2012، 2022) |
| كونميبول (أمريكا الجنوبية) (3 فرق)                        | بطولة أمريكا الجنوبية للسيدات تحت 17 سنة 2024             | كولومبيا            | 6th      | 2022       | الوصيف (2022)                  |
| كونميبول (أمريكا الجنوبية) (3 فرق)                        | بطولة أمريكا الجنوبية للسيدات تحت 17 سنة 2024             | الإكوادور           | 1st      | بدون       | أول مرة                        |
| اتحاد أوقيانوسيا لكرة القدم (أوقيانوسيا ) (فريق 1)        | بطولة أوقيانوسيا للسيدات تحت 16 سنة 2023                  | نيوزيلندا           | 8th      | 2022       | المركز الثالث (2018)           |
| الاتحاد الأوروبي لكرة القدم (أوروبا) (3 فرق)              | بطولة أوروبا للسيدات تحت 17 سنة 2024                      | إنجلترا             | 3rd      | 2016       | المركز الرابع (2008)           |
| الاتحاد الأوروبي لكرة القدم (أوروبا) (3 فرق)              | بطولة أوروبا للسيدات تحت 17 سنة 2024                      | بولندا              | 1st      | بدون       | أول مرة                        |
| الاتحاد الأوروبي لكرة القدم (أوروبا) (3 فرق)              | بطولة أوروبا للسيدات تحت 17 سنة 2024                      | إسبانيا             | 6th      | 2022       | أبطال (2018، 2022)             |

## الأماكن
تم تأكيد مدينتي سانتياغو دي لوس كاباليروس وسانتو دومينغو من قبل اتحاد جمهورية الدومينيكان لكرة القدم في 29 أبريل 2024 لاستضافة المنافسة.
| - 1 سانتياغو دي لوس كاباليروس - 2 سانتو دومينغو |

| سانتياغو دي لوس كاباليروس | سانتو دومينغو       |
| ------------------------- | ------------------- |
| استاد سيباو إف سي         | استاد فيليكس سانشيز |
| السعة: 8،000              | السعة: 27،000       |
|                           |                     |

## القرعة
أقيمت القرعة الرسمية في 22 يونيو 2024 في نصب الراهب أنطون دي مونتيسينوس في سانتو دومينغو. تم تخصيص الفرق بناءً على أدائها في بطولات كأس العالم للسيدات تحت 17 سنة الخمس السابقة، وتمت إضافة خمس نقاط مكافأة للفائزين في تصفيات البطولة (لهذا الدورة). تم تصنيف فريق المضيف، جمهورية الدومينيكان، تلقائياً وتم تعيينه في المركز A1. تم سحب الفرق من نفس الاتحاد لكي لا تلتقي في مرحلة المجموعات.
| Pot 1                                                | Pot 2                                       | Pot 3                           | Pot 4                                 |
| ---------------------------------------------------- | ------------------------------------------- | ------------------------------- | ------------------------------------- |
| جمهورية الدومينيكان H إسبانيا اليابان كوريا الشمالية | الولايات المتحدة البرازيل المكسيك نيوزيلندا | نيجيريا كولومبيا إنجلترا زامبيا | كوريا الجنوبية بولندا الإكوادور كينيا |

## الفرق
اللاعبون الذين ولدوا بين 1 يناير 2007 و31 ديسمبر 2009 كانوا مؤهلين للتنافس في البطولة.

## الحكام
تم تعيين ما مجموعه 12 حكماً و24 حكماً مساعداً وحكمين دعم رسميًا من قبل فيفا للبطولة في 16 أغسطس 2024. تم استخدام نظام الدعم بالفيديو في كرة القدم (FVS) لأول مرة في كأس العالم للسيدات تحت 17 سنة من فيفا.
في الأصل، تم اختيار ميلاجروس أرويلّا (بيرو) للبطولة، لكن تم استبدالها لاحقًا بأليخاندرا كويزبرت من بوليفيا. أولاتز ريفيرا (إسبانيا) تم تعيينها في الأصل كحكم دعم فقط. ومع ذلك، تم تعيينها كحكم رئيسي خلال البطولة.
| الاتحاد القاري              | الحكام                                                         | الحكام المساعدون |
| --------------------------- | -------------------------------------------------------------- | --- |
| AFC                         | Asaka Koizumi [小泉朝香] لي ثي لي                              | ريولهانغ دار سوويدا وونغكرايسورن أمل جمال بذحري ها ثي فونغ                                                                 |
| CAF                         | Ghada Mehat شمايرا نباددا                                      | يارا عبد الفتاح Fanta Koné Soukaina Hamdi نانسي كاسيتو                                                                     |
| كونكاكاف                    | كارلي شو-ماكلارين ديلي غوميز                                   | غابرييل ليميو كيندريا ماريا أغويرو غابرييلا خيمينيز كاتارزينا فاسيك                                                        |
| كونميبول                    | أليخاندرا كويزبرت Daiane Muniz dos Santos                      | فرنندا غوميز أنتونس مايرا ماستيلا مورييرا غابرييلا مورينو فيرا يوبانكي                                                     |
| الاتحاد الأوروبي لكرة القدم | Frida Klarlund أبيغيل بايرن Ionela Alina Peșu Jelena Cvetković | آينهوا فيرنانديز لينا هيرتل في بروون Karolin Kaivoja Anita Vad Paulina Baranowska دانييلا كونستانتينيسكو سيري لويز ويليامز |

| Support referees            | Support referees |
| --------------------------- | ---------------- |
| كونكاكاف                    | فيمارست دياث     |
| الاتحاد الأوروبي لكرة القدم | Olatz Rivera     |

## مرحلة المجموعات
أُجريت قرعة مرحلة المجموعات في 22 يونيو 2024.
كل الأوقات محلية، AST (UTC−4).
| معايير كسر التعادل للعب الجماعي |
| --- |
| تم تحديد ترتيب الفرق في مرحلة المجموعات كما يلي: 1. النقاط المُكتسبة في جميع مباريات المجموعة؛ 2. فرق الأهداف في جميع مباريات المجموعة؛ 3. عدد الأهداف المسجلة في جميع مباريات المجموعة؛ 4. النقاط المُكتسبة في المباريات التي لعبت بين الفرق المعنية؛ 5. فرق الأهداف في المباريات التي لعبت بين الفرق المعنية؛ 6. عدد الأهداف المسجلة في المباريات التي لعبت بين الفرق المعنية؛ 7. نقاط اللعب النظيف في جميع مباريات المجموعة (يمكن تطبيق خصم واحد فقط على اللاعب في المباراة الواحدة): - بطاقة صفراء: −1 نقطة؛ - البطاقة الحمراء غير المباشرة (البطاقة الصفراء الثانية): −3 نقاط؛ - البطاقة الحمراء المباشرة: −4 نقاط؛ - بطاقة صفراء وبطاقة حمراء مباشرة: −5 نقاط؛ 8. قرعة. |

### المجموعة A
| م | الفريق                                             | لعب | ف | ت | خ | أ.له | أ.ع | أ.ف | نقاط |
| - | -------------------------------------------------- | --- | - | - | - | ---- | --- | --- | ---- |
| 1 | نيجيريا، الإكوادور، جمهورية الدومينيكان، نيوزيلندا | 0   | 0 | 0 | 0 | 0    | 0   | 0   | 0    |

| نيوزيلندا  | 1–4   | نيجيريا                                               |
| ---------- | ----- | ----------------------------------------------------- |
| ساكسون 60' | تقرير | - مشهود 2' - أديغوك 13' - عبدالوهاب 28' - أفولابي 55' |

| جمهورية الدومينيكان | 0–2   | الإكوادور           |
| ------------------- | ----- | ------------------- |
|                     | تقرير | - فالفيردي 14'، 29' |

| نيجيريا                                                | 4–0   | الإكوادور |
| ------------------------------------------------------ | ----- | --------- |
| - مشهود 28' (ركلة جزاء)، 90+6' - شيدي 54' - إفيونغ 66' | تقرير |           |

| جمهورية الدومينيكان | 1–1   | نيوزيلندا             |
| ------------------- | ----- | --------------------- |
| بريتو 68'           | تقرير | مرسيدس 61' (هدف ذاتي) |

| نيجيريا   | 1–0   | جمهورية الدومينيكان |
| --------- | ----- | ------------------- |
| مشهود 89' | تقرير |                     |

| الإكوادور                                       | 4–0   | نيوزيلندا |
| ----------------------------------------------- | ----- | --------- |
| - أربوليدا 41' - تشيوتشولو 43'، 49' - موران 79' | تقرير |           |

### المجموعة ب
| م | الفريق                                     | لعب | ف | ت | خ | أ.له | أ.ع | أ.ف | نقاط |
| - | ------------------------------------------ | --- | - | - | - | ---- | --- | --- | ---- |
| 1 | إسبانيا، الولايات المتحدة، كولومبيا، كوريا | 0   | 0 | 0 | 0 | 0    | 0   | 0   | 0    |

| إسبانيا                                        | 3–1   | الولايات المتحدة |
| ---------------------------------------------- | ----- | ---------------- |
| - Travers 3' (ه.ذ.) - Ortega 70' - Cerrato 83' | تقرير | بارسيناس 22'     |

| كوريا الجنوبية      | 1–1   | كولومبيا       |
| ------------------- | ----- | -------------- |
| - Phair 36' (ركلة.) | تقرير | - Martínez 28' |

| إسبانيا                                                                             | 5–0   | كوريا الجنوبية |
| ----------------------------------------------------------------------------------- | ----- | -------------- |
| - Comendador 7' - Segura 32' - Santiago 45+4' - Moreno 47' (ركلة.) - A. Gómez 90+3' | تقرير |                |

| كولومبيا | 0–2   | الولايات المتحدة                  |
| -------- | ----- | --------------------------------- |
|          | تقرير | - Johnson 43' - فارلر 58' (ركلة.) |

| الولايات المتحدة                                         | 5–0   | كوريا الجنوبية |
| -------------------------------------------------------- | ----- | -------------- |
| - بارسيناس 1'، 47' - فارلر 10' - Long 68' - Padelski 87' | تقرير |                |

| كولومبيا  | 1–2   | إسبانيا                             |
| --------- | ----- | ----------------------------------- |
| - Díaz 5' | تقرير | - García 58' (ركلة.) - Santiago 90' |

### المجموعة ج
| م | الفريق                                  | لعب | ف | ت | خ | أ.له | أ.ع | أ.ف | نقاط |
| - | --------------------------------------- | --- | - | - | - | ---- | --- | --- | ---- |
| 1 | كوريا الشمالية، إنجلترا، كينيا، المكسيك | 0   | 0 | 0 | 0 | 0    | 0   | 0   | 0    |

| بي آر كي                                         | 1–4   | ميكس     |
| ------------------------------------------------ | ----- | -------- |
| - تشوي ريم-جونغ 14'، 34'، 85' - تشوي إيل-سون 26' | تقرير | رييس 45' |

| كين | 2–0   | إنغ                              |
| --- | ----- | -------------------------------- |
|     | تقرير | - براون 29' (ركلة.) - طومسون 87' |

| بي آر كي                                   | 0–3   | كين |
| ------------------------------------------ | ----- | --- |
| - سو ريو-جيونغ 8'، 11' - ري كوك-هيوانغ 86' | تقرير |     |

| إنغ                                             | 2–4   | ميكس                           |
| ----------------------------------------------- | ----- | ------------------------------ |
| - شو 11' - لاس 61' - مالتبي 88' - جونسون 90+11' | تقرير | - سالاس 17' - سوتو 50' (ركلة.) |

| إنغ | 4–0   | بي آر كي                                                                        |
| --- | ----- | ------------------------------------------------------------------------------- |
|     | تقرير | - كانغ ريو-مي 10' - تشوي إيل-سون 18' - ري كوك-هيوانغ 69' (ركلة.) - هو كيونغ 73' |

| ميكس                 | 2–1   | كين                     |
| -------------------- | ----- | ----------------------- |
| - سوتو 90+2' (ركلة.) | تقرير | - نيكيسا 15' - فايث 36' |

### المجموعة د
| م | الفريق                            | لعب | ف | ت | خ | أ.له | أ.ع | أ.ف | نقاط |
| - | --------------------------------- | --- | - | - | - | ---- | --- | --- | ---- |
| 1 | اليابان، بولندا، البرازيل، زامبيا | 0   | 0 | 0 | 0 | 0    | 0   | 0   | 0    |

| اليابان | 0–0   | بولندا |
| ------- | ----- | ------ |
|         | تقرير |        |

| البرازيل | 1–0   | زامبيا |
| -------- | ----- | ------ |
| جوجو 19' | تقرير |        |

| اليابان                | 2–1   | البرازيل  |
| ---------------------- | ----- | --------- |
| - ساتو 49' - فروتا 53' | تقرير | - جوجو 8' |

| زامبيا | 0–2   | بولندا                      |
| ------ | ----- | --------------------------- |
|        | تقرير | - ويرواس 7' - أرشنيويتش 46' |

| زامبيا            | 1–4   | اليابان                                       |
| ----------------- | ----- | --------------------------------------------- |
| سوزوكي 87' (ه.ذ.) | تقرير | - شينجو 6'، 69' - ساتو 63' (ركلة.) - أوتا 86' |

| بولندا | 0–0   | البرازيل |
| ------ | ----- | -------- |
|        | تقرير |          |

## مرحلة خروج المغلوب
في مرحلة خروج المغلوب، إذا كانت المباراة متعادلة في نهاية الوقت الأصلي للعب، لم يتم لعب وقت إضافي وتم إجراء ركلات ترجيح لتحديد الفائز.

### القوس
|  | ربع النهائي                           | ربع النهائي               |                                       |       | نصف النهائي          | نصف النهائي          |  |  | النهائي | النهائي |
|  |                                       |                           |                                       |       |                      |                      |  |  |         |         |
|  | 26 أكتوبر – سانتياغو دي لوس كاباليروس |                           |                                       |       |                      |                      |  |  |         |         |
|  |                                       |                           |                                       |       |                      |                      |  |  |         |         |
|  | نيجيريا                               | 0                         |                                       |       |                      |                      |  |  |         |         |
|  | نيجيريا                               | 0                         | 30 أكتوبر – سانتياغو دي لوس كاباليروس |       |                      |                      |  |  |         |         |
|  | الولايات المتحدة                      | 2                         |                                       |       |                      |                      |  |  |         |         |
|  | الولايات المتحدة                      | 2                         | الولايات المتحدة                      | 0     |                      |                      |  |  |         |         |
|  | 26 أكتوبر – سانتياغو دي لوس كاباليروس |                           | الولايات المتحدة                      | 0     |                      |                      |  |  |         |         |
|  |                                       | كوريا الشمالية            | 1                                     |       |                      |                      |  |  |         |         |
|  | كوريا الشمالية                        | كوريا الشمالية            | 1                                     | 1     |                      |                      |  |  |         |         |
|  | كوريا الشمالية                        |                           | 3 نوفمبر – سانتو دومينغو              | 1     |                      |                      |  |  |         |         |
|  | بولندا                                | 0                         |                                       |       |                      |                      |  |  |         |         |
|  | بولندا                                | 0                         | كوريا الشمالية (ج.)                   | 1 (4) |                      |                      |  |  |         |         |
|  | 27 أكتوبر – سانتو دومينغو             |                           | كوريا الشمالية (ج.)                   | 1 (4) |                      |                      |  |  |         |         |
|  |                                       | إسبانيا                   | 1 (3)                                 |       |                      |                      |  |  |         |         |
|  | إسبانيا                               | إسبانيا                   | 1 (3)                                 | 5     |                      |                      |  |  |         |         |
|  | إسبانيا                               | 31 أكتوبر – سانتو دومينغو |                                       | 5     |                      |                      |  |  |         |         |
|  | الإكوادور                             | 0                         |                                       |       |                      |                      |  |  |         |         |
|  | الإكوادور                             | 0                         | إسبانيا                               | 3     |                      |                      |  |  |         |         |
|  | 27 أكتوبر – سانتو دومينغو             |                           | إسبانيا                               | 3     |                      |                      |  |  |         |         |
|  |                                       | إنجلترا                   | 0                                     |       | مباراة المركز الثالث | مباراة المركز الثالث |  |  |         |         |
|  | اليابان                               | إنجلترا                   | 0                                     | 2 (1) | مباراة المركز الثالث | مباراة المركز الثالث |  |  |         |         |
|  | اليابان                               |                           | 3 نوفمبر – سانتو دومينغو              | 2 (1) |                      |                      |  |  |         |         |
|  | إنجلترا (ج.)                          | 2 (4)                     |                                       |       |                      |                      |  |  |         |         |
|  | إنجلترا (ج.)                          | 2 (4)                     | الولايات المتحدة                      | 3     |                      |                      |  |  |         |         |
|  |                                       |                           |                                       |       |                      |                      |  |  |         |         |
|  | إنجلترا                               | 0                         |                                       |       |                      |                      |  |  |         |         |
|  | إنجلترا                               | 0                         |                                       |       |                      |                      |  |  |         |         |

### ربع النهائي
| نيجيريا | 0–2   | الولايات المتحدة                  |
| ------- | ----- | --------------------------------- |
|         | تقرير | - فاولر 43' (ركلة.) - أسكانيو 74' |

| كوريا الشمالية    | 1–0   | بولندا |
| ----------------- | ----- | ------ |
| تشوي ريم-جونغ 14' | تقرير |        |

| إسبانيا                                          | 5–0   | الإكوادور |
| ------------------------------------------------ | ----- | --------- |
| - كوميندادور 35'، 39'، 46' - سيغورا 90+4'، 90+8' | تقرير |           |

| اليابان                   | 2–2   | إنجلترا                        |
| ------------------------- | ----- | ------------------------------ |
| - أوكي 23' - هيراكاوا 29' | تقرير | - باركنسون 27' - شو 72'        |
| ركلات الترجيح             |       |                                |
| - آسو - نيزو - هوندا      | 1–4   | - براون - مالتبي - هاربرت - شو |

### نصف النهائي
| الولايات المتحدة | 0–1   | كوريا الشمالية   |
| ---------------- | ----- | ---------------- |
|                  | تقرير | رو أون-هيانغ 69' |

| إسبانيا                                          | 3–0   | إنجلترا |
| ------------------------------------------------ | ----- | ------- |
| - سيراتُو 45+2' - كومندادور 58' - شو 90+9' (ه.ذ.) | تقرير |         |

### مباراة تحديد المركز الثالث
| الولايات المتحدة                          | 3–0   | إنجلترا |
| ----------------------------------------- | ----- | ------- |
| - فوولر 24' - ماكامون 72' - بادلسكي 90+2' | تقرير |         |

### النهائي
| كوريا الشمالية                                                             | 1–1   | إسبانيا                                             |
| -------------------------------------------------------------------------- | ----- | --------------------------------------------------- |
| جون إل-تشونغ 66'                                                           | تقرير | سيغورا 61'                                          |
| ركلات الترجيح                                                              |       |                                                     |
| - ري كوك-هيانغ - جونغ بوك-يونغ - رو أون-هيانغ - جون إل-تشونغ - كانغ ريو-مي | 4–3   | - سيغورا - سانتياغو - كوميندادور - أورتيغا - مورينو |

| الفائز بكأس العالم للسيدات تحت 17 سنة 2024 |
| ------------------------------------------ |
| كوريا الشمالية للمرة الثالثة               |

## الجوائز
تم منح الجوائز التالية للبطولة:
| الكرة الذهبية                 | الكرة الفضية                  | الكرة البرونزية                         |
| ----------------------------- | ----------------------------- | --------------------------------------- |
| كوريا الشمالية جون إيل-تشونج  | إسبانيا باو كومندادور         | إسبانيا سيليا سيغورا                    |
| الحذاء الذهبي                 | الحذاء الفضي                  | الحذاء البرونزي                         |
| إسبانيا باو كومندادور         | الولايات المتحدة كينيدي فاولر | إسبانيا سيليا سيغورا                    |
| 5 أهداف                       | 4 أهداف، 3 تمريرات حاسمة      | 4 أهداف، 2 تمريرات حاسمة، 406 دقائق لعب |
| القفاز الذهبي                 |                               |                                         |
| الولايات المتحدة إيفان أوستين |                               |                                         |
| جائزة اللعب النظيف للفيفا     |                               |                                         |
| نيجيريا                       |                               |                                         |

## هدافون
عدد الأهداف المُسجلة  94 هدفًا  في 32 مباراة، بمتوسط 2.94 هدفًا في المباراة الواحدة.
5 أهداف
- إسبانيا باو كوميندادور

4 أهداف
- نيجيريا شاكيرت موسهود
- كوريا الشمالية تشوي ريم-جونغ
- إسبانيا سيليا سيغورا
- الولايات المتحدة كينيدي فاولر

3 أهداف
- الولايات المتحدة ميلاني بارسيناس

هدفان
- البرازيل جوجو
- الإكوادور كابريس كيوتشولو
- الإكوادور جاسليم فالڤيردي
- إنجلترا زارا شو
- اليابان مومو ساروينغ أويكي ساتو
- اليابان ميهارو شينجو
- المكسيك أليكسا سوتو
- كوريا الشمالية تشوي إيل-سون
- كوريا الشمالية ري كوك-هينغ
- كوريا الشمالية سو ريو-جيونغ
- إسبانيا ألبا سيراتو
- إسبانيا إيريس آشلي سانتياغو
- الولايات المتحدة ماددي بادلسكي

هدف
- كولومبيا إيزابيلا دياز
- كولومبيا إيلا مارتينيز
- جمهورية الدومينيكان يولينيس بريتو
- الإكوادور دومينيكا أربوليدا
- الإكوادور داريانا موران
- إنجلترا لولا براون
- إنجلترا أوليفيا جونسون
- إنجلترا نيلي لاس
- إنجلترا راشيل مالتبي
- إنجلترا إريكا باركنسون
- إنجلترا لورين طومسون
- اليابان يونا أوكي
- اليابان أساكو فروتا
- اليابان هينا هيركاوا
- اليابان ميتسوكي أوتا
- كينيا لورنا فيث
- كينيا فاليري نيكيسا
- المكسيك سيتلالي رييس
- المكسيك أنا سالاس
- نيوزيلندا هانا ساكسون
- نيجيريا فريدات عبدالوهاب
- نيجيريا خديجة أديغوك
- نيجيريا تايو أفولابي
- نيجيريا هارموني شيدي
- نيجيريا بيس إفيونغ
- كوريا الشمالية هو كيونغ
- كوريا الشمالية جون إل-تشونغ
- كوريا الشمالية كانغ ريو-مي
- كوريا الشمالية رو أون-هيانغ
- بولندا ويرونيكا أراشنييفيتش
- بولندا كينجا ويرواس
- كوريا الجنوبية كيسي فير
- إسبانيا أمايا غارسيا
- إسبانيا أنوا غوميز
- إسبانيا إيما مورينو
- إسبانيا نوا أورتيغا
- الولايات المتحدة كيمي أسكانيو
- الولايات المتحدة ميكيلا جونسون
- الولايات المتحدة ماري لونغ
- الولايات المتحدة أينسلي مكامون

هدف ذاتي
- جمهورية الدومينيكان ريناتا ميرسيديس (ضد نيوزيلندا)
- إنجلترا زارا شو (ضد إسبانيا)
- اليابان هاروكو سوزوكي (ضد زامبيا)
- الولايات المتحدة جوسلين ترافرس (ضد إسبانيا)

## التسويق

### الشعار
تم الكشف الرقمي عن الشعار الرسمي لكأس العالم للسيدات تحت 17 سنة فيفا جمهورية الدومينيكان 2024™ في 11 مايو 2024. ينقل التصميم قصة من الفرح والوحدة والاحتفال. في قلبه توجد صورة ظلية لكأس البطولة، ترمز إلى طموحات لاعبات كرة القدم الشابات، بينما تثير أيضًا "Muñecas sin Rostro" التقليدية الدومينيكانية —الدمية الشهيرة التي لا وجه لها والتي تمثل التراث الثقافي الغني للبلاد. والجدير بالذكر أن هذه هي المرة الأولى في تاريخ شعارات كأس العالم للفيفا، عبر جميع فئات البطولات، التي تكون فيها الصورة الظلية هي العنصر التصميمي المميز. تلتقط الأشكال السائلة والخطوط الديناميكية حركة الرقصات الدومينيكانية التقليدية مثل الميرينغي وباجاتا، احتفالاً بالارتباط العميق للأمة بالموسيقى والإيقاع. مستوحى الشعار من الفن الدومينيكاني بلوحة ألوان زاهية وأسلوب فني يعكس حيوية وإبداع شعبه. بالإضافة إلى ذلك، يكرم التصميم تراث تاينو، حيث يدمج إشارات إلى "Batey" أو "Batún"، وهي لعبة كرة تقليدية لشعب تاينو. معًا، ترمز هذه العناصر إلى الوحدة والتصميم والطموح المشترك للاعبات والفرق المشاركة في البطولة.

### الأغنية المميزة
في 25 سبتمبر، تم إصدار الأغنية En la isla ("على الجزيرة") من غناء ماني كروز الذي قدم أيضًا الأغنية الرسمية لألعاب أمريكا الوسطى والكاريبي 2026 في سانتو دومينغو. النوع هو "نصف-ميرينغي-نصف-بوب". يجمع المزج بين ميرينغي وبوب بين الشغف لكرة القدم والإيقاعات الكاريبية للبلد المستضيف. الأغنية من إنتاج دانيال سانتاكروز، إليزابيث مينا، والفنان نفسه، ومن إنتاج أنطونيو غونزاليس. تم سماعها مرارًا وتكرارًا في ملاعب سانتو دومينغو وسانتياغو دي لوس كاباليروس، المدينتين المستضيفتين. كما أنها كانت الخلفية للفيديو الموسيقي الرسمي، الذي أخرجه فريدي فارغاس وأوسكار نولاسكو، والذي يضم لاعبين من فرق تحت سن 17 عامًا التي ستشارك في المسابقة، خاصة تميمة الحدث، تاني، التي تظهر ظهورًا مميزًا.

### التميمة
لاحقًا، تم الكشف عن التميمة في كلا المدينتين. اسمها تاني وهي زهرة باياهيب (Leuenbergeria quisqueyana). يشير اسم التميمة إلى شعب التاينو، السكان الأصليين في الجزيرة الكاريبية، ويمتزج مع اسم آخر، "آنا"، الذي يعني في لغتهم "زهرة". تمثل هذه الشخصية الفريدة الجمال الطبيعي الخصب للبلد. كما تهدف إلى استحضار المواهب الطبيعية الناشئة وروح اللاعبين والصداقة وحقوق الفتيات من جميع الأعمار. تم تقديمها عدة مرات في ملاعب البطولة.

## الروابط الخارجية
- الموقع الرسمي